# داريو إسبينولا
داريو إسبينولا (بالإسبانية: Darío Espínola)‏ هو لاعب كرة قدم أرجنتيني في مركز الدفاع، ولد في 15 سبتمبر 1973 في Garuhapé ‏ في الأرجنتين. لعب مع أرسنال ساراندي وديفنسا خوستيكا.